# Sean McAloon
Sean McAloon (1923-1998) was een uilleann piper en instrumentmaker uit Ierland. Hij was oorspronkelijk afkomstig uit het gebied Rosslea van County Fermanagh. Het eerste instrument van McAloon was de viool. Maar hij is vooral bekend als een meesterspeler op de Uilleann pipes. Hij emigreerde naar de Verenigde Staten in 1964, maar na een jaar keerde hij terug naar Ierland. Hij bracht acht maanden door als bouwvakker en arbeider in Dublin, maar verhuisde naar Belfast in 1966 om dichter bij de familie te zijn. Daar kreeg hij een baan bij de afdeling parken.
Zijn belangrijkste inspiratiebron was de piper Phil Martin, die hij zag spelen in Rosslea en Leo Rowsome. Naast een goede speler werd McAloon uiteindelijk een gerespecteerd hersteller en vervaardiger van uilleann pipes en een vakkundige rietmaker. Hij produceerde in zijn leven ongeveer twintig sets van het instrument. De piper John McSherry is eigenaar van een half-set van McAloon.

## Discografie
- Diverse uitvoerders "Ulster's Flowery Vale", BBC Radio Enterprises REC28M (een compilatie van traditionele liederen en muziek die oorspronkelijk uitgezonden zijn op de Noord-Ierse Home Service, juli en augustus 1968)
- John Rea & Sean McAloon, Drops of Brandy, Topic 12TS287, 1976
- Diverse uitvoerders, Irish Traditional Music, Temple COMD2079, 2000 (compilation culled from three Topic releases, including 12TS287)
- Sean McAloon, Stor Piobaireachta (Piping from the Archives), Na Píobairí Uilleann.